# Piper strictifolium
Piper strictifolium är en pepparväxtart som beskrevs av D.Monteiro & E.F.Guim.. Piper strictifolium ingår i släktet Piper och familjen pepparväxter. Inga underarter finns listade i Catalogue of Life.